# Paris-Roubaix 1983
La 81e édition de la course cycliste Paris-Roubaix a eu lieu le 10 avril 1983 et a été remportée par le Néerlandais Hennie Kuiper. L'épreuve comptait 274 kilomètres.

## Classement final
|    | Cycliste                | Équipe                           | Temps           |
| -- | ----------------------- | -------------------------------- | --------------- |
| 1  | Hennie Kuiper           | Jacky Aernoudt-Rossin-Campagnolo | 6 h 47 min 51 s |
| 2  | Gilbert Duclos-Lassalle | Peugeot-Shell-Michelin           | + 1 min 15 s    |
| 3  | Francesco Moser         | Gis-Campagnolo                   | + 1 min 15 s    |
| 4  | Ronan De Meyer          | Boule d'Or-Colnago               | + 1 min 15 s    |
| 5  | Marc Madiot             | Renault-Elf-Gitane               | + 1 min 15 s    |
| 6  | Adrie van der Poel      | Jacky Aernoudt-Rossin-Campagnolo | + 5 min 59 s    |
| 7  | Patrick Versluys        | Euro Shop-Splendor               | + 5 min 59 s    |
| 8  | Frank Hoste             | Europdecor-Dries-Eddy Merckx     | + 7 min 40 s    |
| 9  | Eddy Planckaert         | Euro Shop-Splendor               | + 7 min 40 s    |
| 10 | Alain Bondue            | La Redoute-Motobecane            | + 8 min 40 s    |